# Candinho
Candinho, właśc. José Candido Sotto Maior (ur. 18 stycznia 1945 w São Paulo) – brazylijski piłkarz, grający na pozycji obrońcy, trener piłkarski.

## Kariera piłkarska

### Kariera klubowa
Występował w klubach SE Palmeiras, Paulista, kanadyjskim Olympique de Montréal i wenezuelskim Valencia.

## Kariera trenerska
Karierę szkoleniowca rozpoczął w 1979 roku. Trenował kluby Catanduvense-SP, XV de Jaú, XV de Piracicaba, São Bento-SP, Juventus-SP, América-SP, Al-Hilal, Grêmio-RS, Santos-SP, Flamengo-RJ, Fluminense-RJ, EC Bahia, Bragantino-SP, Guarani FC-SP, Portuguesa i Vitoria-BA.
W 1993 prowadził reprezentację Arabii Saudyjskiej.
Od 1998 do 2000 pomagał trenować reprezentację Brazylii, również 13 listopada 1999 i 8 października 2000 roku zastępował głównego trenera Seleção. Później on trenował Corinthians Paulista, Goias, Al-Ittihad i SE Palmeiras.

## Sukcesy i odznaczenia

### Sukcesy trenerskie
Juventus-SP
- mistrz Campeonato Brasileiro Série B: 1983

Palmeiras
- zdobywca Taça 125 Anos do Corpo de Bombeiros: 2005